# Bartholomew Cubbins 2006–2014
Bartholomew Cubbins 2006—2014 — сборник видеоклипов американской рок-группы Thirty Seconds to Mars, вышедший 13 апреля 2015 года в форматах DVD и Blu-ray.

## О сборнике
В определённый момент фронтмен группы Thirty Seconds to Mars Джаред Лето принял решение самостоятельно режиссировать видеоклипы группы. Когда завершились съёмки к «The Kill», он заявил в одном из интервью, что режиссёром выступил «невероятно противный датский альбинос» по имени Бартоломью Каббинс. Впоследствии Лето объяснит своё решение обозначать себя под псевдонимами: «На самом деле я хотел, чтобы люди могли получать удовольствие от просмотра без предвзятости и отвлекающих факторов. Для меня не важно предъявлять на что-то права таким образом.»
Бартоломью Каббинс является героем нескольких книг детского писателя Доктора Сьюза.

## Список композиций
| №   | Название                               | Продюсер                                                                          | Длительность |
| --- | -------------------------------------- | --------------------------------------------------------------------------------- | ------------ |
| 1.  | «The Kill»                             | Douglas Friedman · Alexander Moon                                                 | 5:46         |
| 2.  | «From Yesterday»                       | Jordon Winter                                                                     | 13:30        |
| 3.  | «A Beautiful Lie»                      | Edy Enriquez · Yamani Watkins                                                     | 7:15         |
| 4.  | «Kings and Queens»                     | Jared Leto · Emma Ludbrook · Sheira Rees-Davies · Melissa Larsen · Dave Robertson | 8:50         |
| 5.  | «Closer to the Edge»                   | Leto · Ludbrook                                                                   | 6:22         |
| 6.  | «Hurricane»                            | Anke Thommen                                                                      | 13:12        |
| 7.  | «Up in the Air»                        | Leto · Ludbrook                                                                   | 8:31         |
| 8.  | «Do or Die»                            | Leto · Ludbrook                                                                   | 7:03         |
| 9.  | «City of Angels»                       | Leto · Ludbrook · Allan Wachs                                                     | 11:33        |
| 10. | «The Kill» (Behind-the-scenes)         |                                                                                   |              |
| 11. | «From Yesterday» (Behind-the-scenes)   |                                                                                   |              |
| 12. | «Kings and Queens» (Behind-the-scenes) |                                                                                   |              |
| 13. | «Hurricane» (Behind-the-scenes)        |                                                                                   |              |